# Kotkanpellot
Kotkanpellot är en hed i Finland. Den ligger i Kotka i landskapet Kymmenedalen, i den södra delen av landet, 120 km öster om huvudstaden Helsingfors.